# Veratrum lobelianum
Veratrum lobelianum är en nysrotsväxtart som beskrevs av Johann Jakob Bernhardi. Veratrum lobelianum ingår i släktet nysrötter, och familjen nysrotsväxter. Inga underarter finns listade.

## Bildgalleri

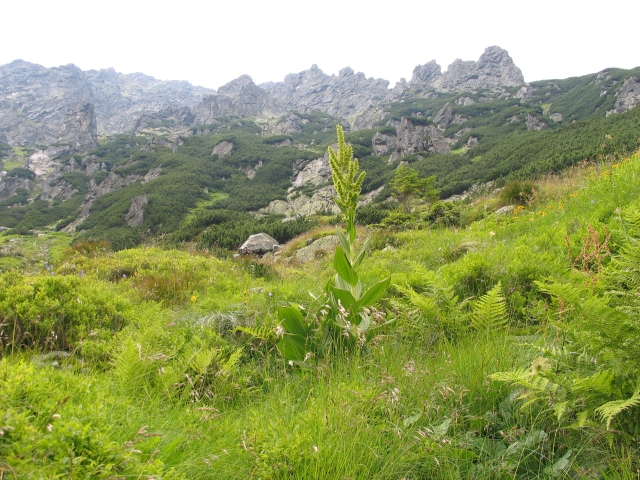
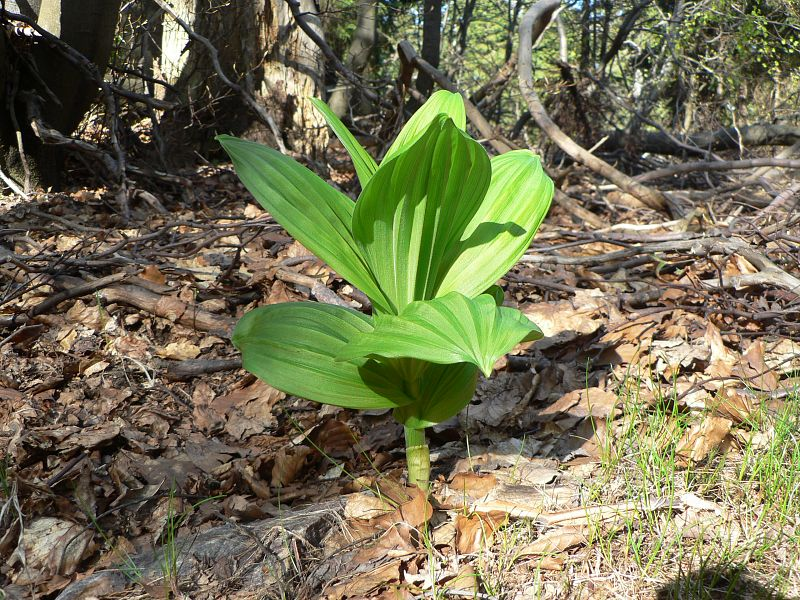
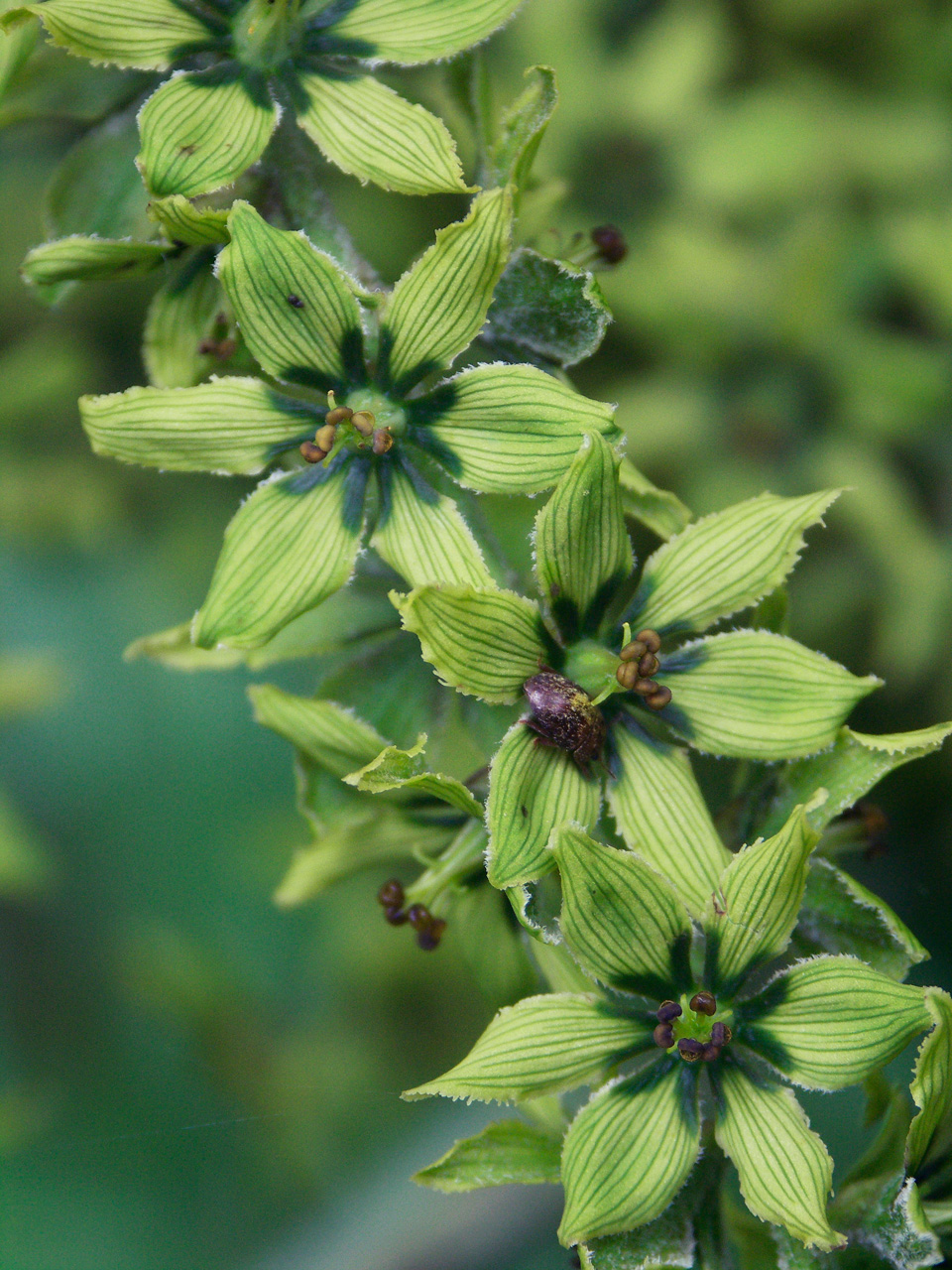
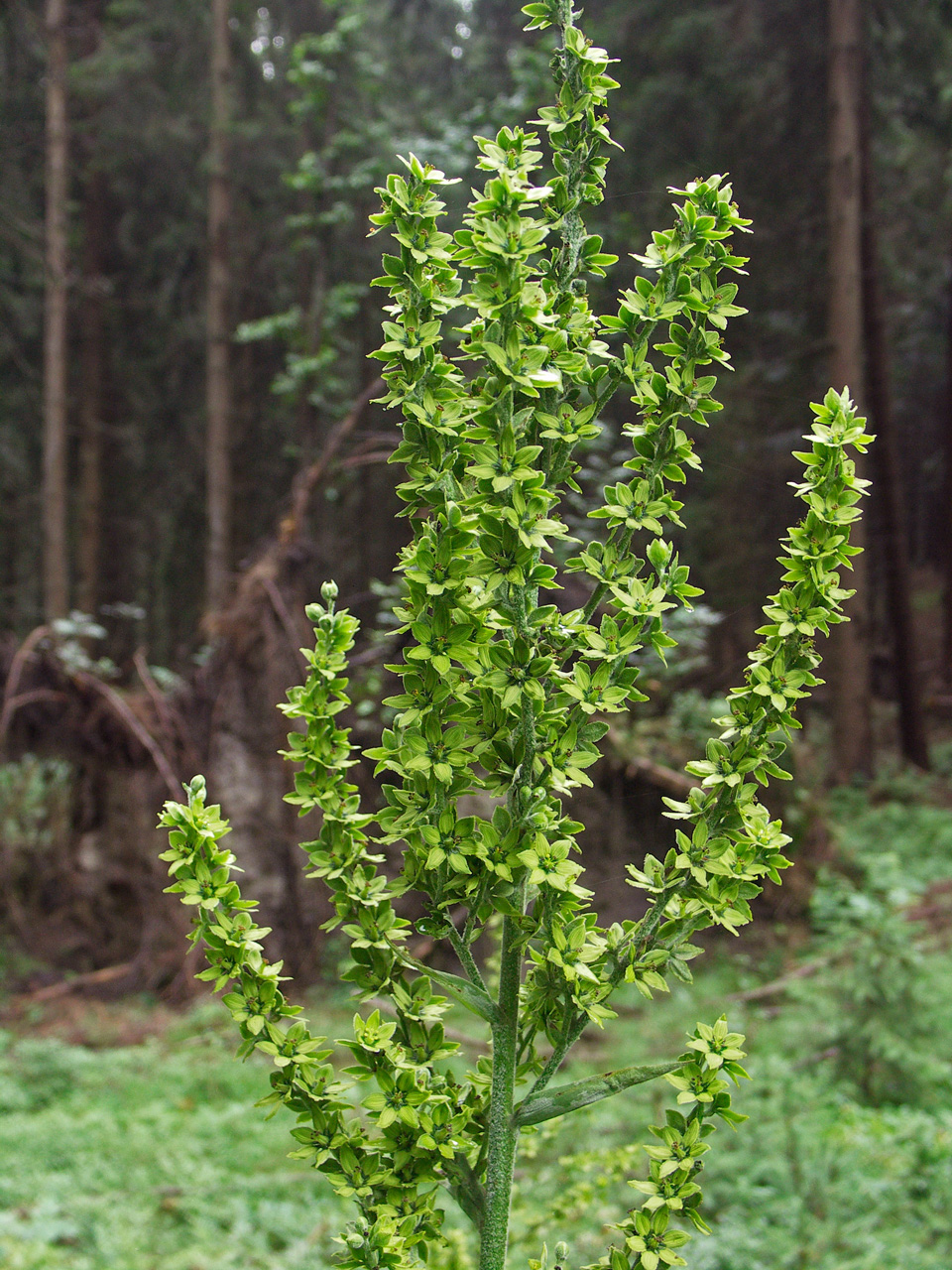
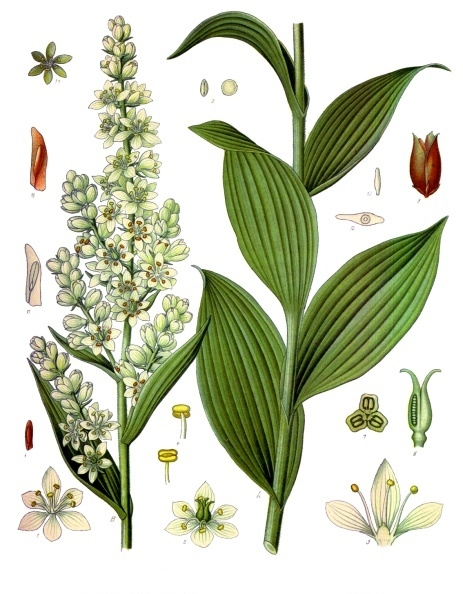
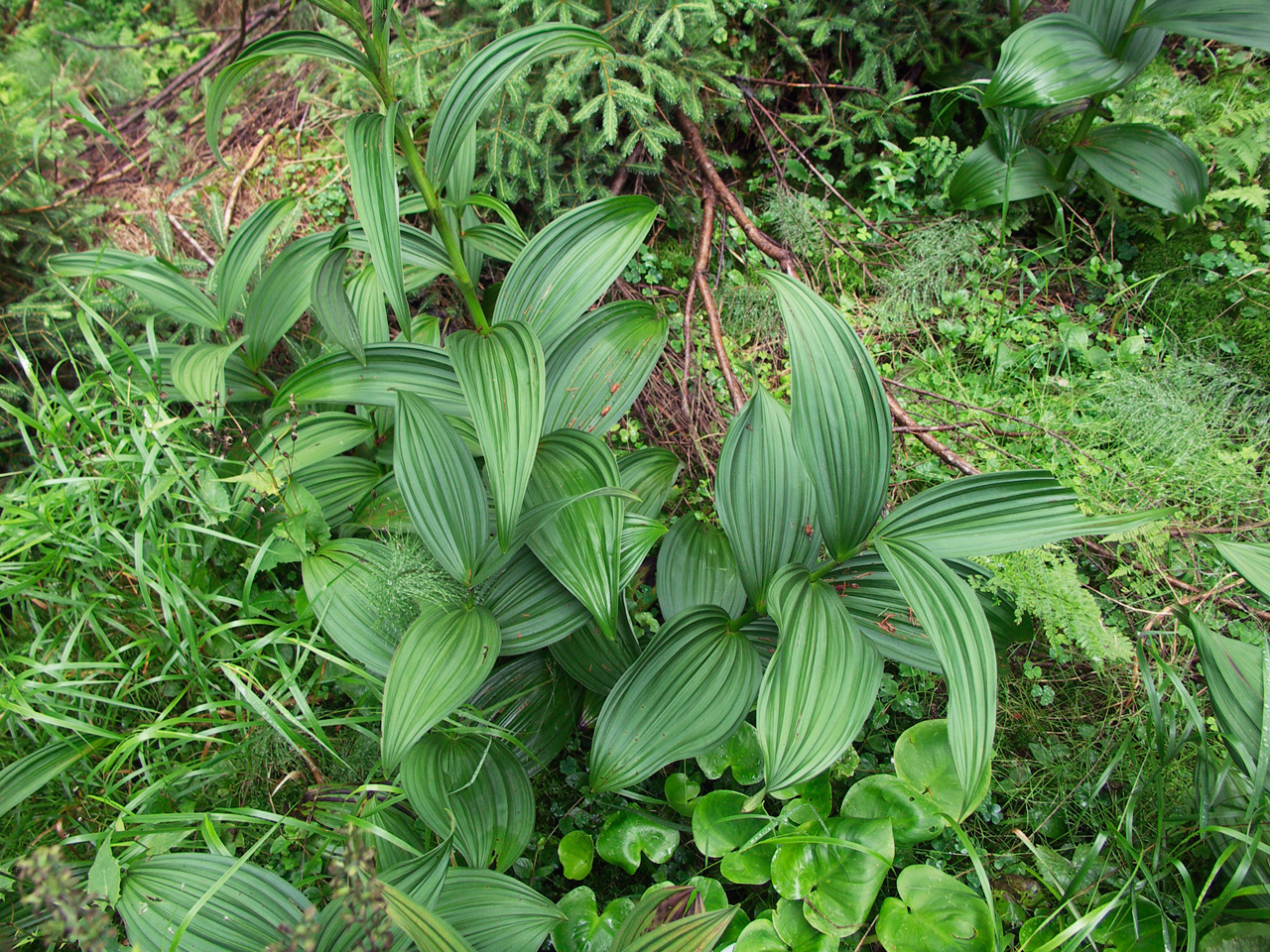